# Hackathon
Een hackathon is een evenement waarin teams van deelnemers non-stop bezig zijn om binnen een korte tijd oplossingen voor aangereikte casussen te bedenken. Het evenement is meestal gratis omdat het wordt gesponsord door de aanbieders van die casussen. De sponsors motiveren de deelnemers door aantrekkelijke prijzen in het vooruitzicht te stellen.

## Achtergrond
Oorspronkelijk (1999) komt het concept voort uit de ICT-wereld, vandaar de naam (hack en marathon). Hacken wordt dan als een positieve actie gezien, namelijk om samen te komen tot een verbetering van bestaande software. Dit idee wordt ook toegepast om maatschappelijke uitdagingen  aan te gaan zoals het verbeteren van het milieu of het onderwijs.

## Opzet
Een hackathon heeft als doel om te komen tot een innovatie door er intensief (soms wel meerdere dagen aaneengesloten) mee aan de slag te gaan. De deelnemers brengen vaak verschillende talenten mee om daarmee effectieve teams te vormen. Deze teams worden of door de deelnemers zelf gevormd of door de organisatie. De deelnemers worden in alles voorzien, inclusief eten en drinken. Eerst maken de teams kennis met de casussen en ontvangen de daarbij behorende informatie. Vervolgens gaan de teams onder ondersteuning van specialisten aan de slag met de casus. Ook zijn er allerlei sessies die bedoeld zijn om de deelnemers te laten ontspannen of iets nieuws te leren.
Het uiteindelijke doel is te komen tot een prototype van een dienst of product; een minimum viable product (MVP). Deze MVP heeft net genoeg eigenschappen om de waarde ervan voor de casus te beoordelen, zonder dat het al productierijp hoeft te zijn. De deelnemers worden getraind in het presenteren van deze MVP aan een groter publiek, waarna een jury de prijzen toebedeelt. De haalbare ideeën worden na de hackathon verder uitgewerkt.

## Voorbeelden
- Wikimedia Hackathon 2018
- Hack the Gap – Gelijke onderwijskansen
- Hajj Hackathon in Jeddah, Saudi Arabië